# Eutreptornis uintae
Eutreptornis uintae — викопний вид нелітаючих каріамоподібних птахів вимерлої родини Bathornithidae, що існував в Північній Америці у пізньому еоцені (46 — 40 млн років тому).

## Скам'янілості
Рештки цівки з тибіотарсусом знайдені у відкладеннях формації Уїнта в штаті Юта.

## Опис
Найменший відомий представник родини. Це був наземний хижак, що полював на дрібних плазунів та ссавців.